# Camberwell, Victoria
Camberwell är en del av en befolkad plats i Australien. Den ligger i kommunen Boroondara och delstaten Victoria, nära delstatshuvudstaden Melbourne. Antalet invånare är 19 637.
Runt Camberwell är det mycket tätbefolkat, med 2 261 invånare per kvadratkilometer.. Närmaste större samhälle är Melbourne, nära Camberwell. 
Runt Camberwell är det i huvudsak tätbebyggt. Genomsnittlig årsnederbörd är 1 244 millimeter. Den regnigaste månaden är juli, med i genomsnitt 140 mm nederbörd, och den torraste är januari, med 49 mm nederbörd.